# Agano (rivier)
De Agano ([阿賀野川, Agano-gawa) is een rivier in Japan. De bron van de rivier ligt op de berg Arakai, op de grens met Fukishima en Tochigi. Vandaar stroomt de rivier in noordelijke richting, waar de Nippashi uit het Inawashiro-meer en de Tadami uit het Aizu-bekken erin uitmonden. Verder stroomt zij naar het westen waar zij bij de stad Niigata in de Japanse Zee uitmondt. Met 451 m³/s is het de rivier met het grootste debiet van Japan.
Vervuiling met kwik door het bedrijf Shōwa Denkō in 1964-1965, veroorzaakte de Niigata-Minamata-ziekte, ook Tweede Mimamata-ziekte genoemd.

## Centrales
De rivier drijft meerdere grote waterkrachtcentrales aan, waaronder:
- Inawashiro (107 MW)
- Numazawanuma (44 MW)